# الحزب الديمقراطي للاتحاد الوطني
الحزب الديمقراطي للاتحاد الوطني (بالفرنسية: Parti Démocratique pour l'Union Nationale)‏ كان حزبًا سياسيًا في بنين بقيادة فنسنت أوونو.

## التاريخ
خاض الحزب الانتخابات البرلمانية لعام 1995 كجزء من تحالف الحرباء، إلى جانب جبهة الإنقاذ الوطني والاتحاد الوطني للتضامن والتنمية واتحاد قوى التقدم.  حصل التحالف على 1.5٪ من الأصوات وفاز بمقعد واحد. 